# Merremia quercifolia
Merremia quercifolia är en vindeväxtart som beskrevs av Hallier f. Merremia quercifolia ingår i släktet Merremia och familjen vindeväxter. Inga underarter finns listade i Catalogue of Life.